# Corullón
 (novembre 2013).
Si vous disposez d'ouvrages ou d'articles de référence ou si vous connaissez des sites web de qualité traitant du thème abordé ici, merci de compléter l'article en donnant les références utiles à sa vérifiabilité et en les liant à la section « Notes et références ».
Corullón est une commune espagnole (municipio) de la comarque de El Bierzo, dans la province de León, communauté autonome de Castille-et-León.
Elle s'étend sur 83,04 km2 et comptait environ 990 habitants en 2015.